# Sete de Setembro Esporte Clube
Sete de Setembro Esporte Clube (mais conhecido simplesmente como: Sete de Setembro, Sete, Guará), é um clube desportivo brasileiro da cidade de Garanhuns, município do estado brasileiro de Pernambuco. Foi fundado em 7 de setembro de 1950 e suas cores, presentes no escudo e bandeira oficial, são o verde e branco.
Tem como modalidade esportiva principal o futebol, sendo um dos clubes mais tradicionais de Garanhuns e do estado. Sua maior conquista em sete décadas, é o título da Série A2 de 1995, enfrentando equipes tradicionais como a Associação Atlética Casa Caiada, que havia sido vice-campeã do Brasileirão — Série C de 1981. O clube soma 17 participações na elite do futebol pernambucano, tendo campanhas razoáveis e por vezes fraca mas, tendo sua melhor campanha na primeira divisão em 1984, quando alcançou uma quinta colocação geral. Em 2020 após 10 anos despontando na segunda divisão, conquista acesso à primeira divisão fazendo uma das melhores campanhas na Série A2 de 2020, sendo rebaixado em 2022 da primeira divisão até a terceira divisão do campeonato pernambucano.

## História

Primeiro distintivo utilizado pelo Sete em 1950

A História do Sete de Setembro Esporte Clube começa no dia 7 de setembro de 1950, quando o clube foi fundado por um grupo de desportistas de Garanhuns, e logo veio a se sobressair ante os rivais locais, chegando a ser hexacampeão de Garanhuns. Como curiosidade, tanto o nome do clube quando a data de fundação, assim como outros clubes de futebol do país, é uma singela homenagem a data de Independência do Brasil, que ocorreu em 7 de Setembro de 1822. Nessa época, em partida amistosa, o clube chegou a vencer a mais forte equipe já formada pelo Náutico, então pentacampeão pernambucano, por 3 x 0 em 24 de setembro de 1967, sendo sua mais importante vitória ainda como amador.
Em 1982 disputou pela primeira vez o Campeonato Pernambucano e fez boa campanha. Em um campeonato disputado inicialmente por 12 times, onde a cada turno dois times eram eliminados, o Sete chegou no turno final. O Sete disputou entre os grandes até 1986, quando foi renegado ao grupo B da primeira divisão. Retornou ao grupo principal no segundo turno de 1988, terminado na sexta posição. Depois de doze anos seguidos na elite o Sete foi rebaixado para a segunda divisão em 1994.

### Anos de 1990: A maior conquista Setembrina na Esfera Profissional
O primeiro título profissional da história do clube foi conquistado com uma grande campanha no Campeonato Pernambucano da segunda divisão de 1995. O Sete foi campeão do primeiro turno, com extrema facilidade: 10 jogos, 08 vitórias, 01 empate, 01 derrota, 18 gols marcados e 03 gols sofridos. No segundo turno o campeão foi o Centro Limoeirense. A competição contou com seis equipes, disputando 58 partidas no total. A final foi disputada em campo neutro e Murilo fez o gol da vitória e do título do Sete de Setembro.
No geral, a equipe conseguiu obter 15 vitórias, 5 empates e tendo apenas 1 derrota, tendo o segundo melhor ataque da competição, com 42 gols marcados e tendo a defesa menos vaza da competição, com  10 gol sofridos. O Sete de Setembro teve um aproveitamento de 79 por cento.

### 2020: Retorno a Série A
Após dez anos, em 2020, o Sete consegue o acesso à primeira divisão em 2021, com uma vitória conquistada aos 46 minutos do segundo tempo sobre o Porto. Na elite o clube brigou até a ultima rodada para escapar do rebaixamento, terminando o Quadrangular do Rebaixamento com um ponto a mais que o rebaixado Vitória das Tabocas. No ano seguinte, no entanto, o Sete termina o campeonato com apenas uma vitória.

## Elenco profissional
Atualizado em 5 de dezembro de 2024.
Legenda
- : Capitão
- : Prata da casa (Jogador da base)
- : Jogador lesionado/contundido

## Títulos
| Estaduais | Estaduais                          | Estaduais | Estaduais  |
|           | Competição                         | Títulos   | Temporadas |
| --------- | ---------------------------------- | --------- | ---------- |
|           | Campeonato Pernambucano - Série A2 | 1         | 1995       |

## Estatísticas

### Participações
|  | Participações em 2024 |

| Competição | Competição              | Temporadas | Melhor campanha           | Estreia | Última | P | R |
| Pernambuco | Campeonato Pernambucano | 18         | 5º colocado (1984)        | 1982    | 2022   |   | 3 |
| Pernambuco | Série A2                | 16         | Campeão (1995)            | 1995    | 2022   | 3 | – |
| Pernambuco | Série A3                | 1          | 7º colocado (2024)        | 2024    | 2024   | – |   |
| Pernambuco | Copa Pernambuco         | 5          | 5º colocado (1995 e 2012) | 1995    | 2012   |   |   |

### Campanhas de destaque
| Sete de Setembro Esporte Clube     | Sete de Setembro Esporte Clube | Sete de Setembro Esporte Clube | Sete de Setembro Esporte Clube | Sete de Setembro Esporte Clube |
| Torneio                            | Campeão                        | Vice-campeão                   | Terceiro colocado              | Quarto colocado                |
| ---------------------------------- | ------------------------------ | ------------------------------ | ------------------------------ | ------------------------------ |
| Campeonato Pernambucano            | 0 (não possui)                 | 0 (não possui)                 | 0 (não possui)                 | 0 (não possui)                 |
| Campeonato Pernambucano - Série A2 | 1 (1995)                       | 2 (2007, 2020)                 | 0 (não possui)                 | 2 (2006, 2017)                 |
| Campeonato Pernambucana            | 0 (não possui)                 | 0 (não possui)                 | 0 (não possui)                 | 0 (não possui)                 |

Desempenho contra os grandes times